# NSTG Aussig
NSTG Aussig (celým názvem: Nationalsozialistische Turngemeinde Aussig) byl německý sportovní klub, který sídlil ve městě Ústí nad Labem v anektovaných Sudetách. Založen byl v roce 1939 po zániku původního sportovního klubu Deutscher Fußballklub Aussig. Zanikl v roce 1945 po postupném ústupu německých vojsk z území města. Své domácí zápasy odehrával střídavě na stadionech Aussig-Prödlitz a Städtische Kampfbahn Kleische. Klubové barvy byly černá a bílá.
Největším úspěchem klubu byla celkem pětiletá účast v Gaulize Sudetenland, jedné ze skupin tehdejší nejvyšší fotbalové soutěže na území Německa.

## Umístění v jednotlivých sezonách
Stručný přehled
Zdroj: 
- 1939–1941: Gauliga Sudetenland – sk. 2
- 1941–1943: Gauliga Sudetenland Mitte
- 1943–1944: Gauliga Sudetenland – sk. 2

Jednotlivé ročníky
Zdroj: 
Legenda: Z - zápasy, V - výhry, R - remízy, P - porážky, VG - vstřelené góly, OG - obdržené góly, +/- - rozdíl skóre, B - body, červené podbarvení - sestup, zelené podbarvení - postup, fialové podbarvení - reorganizace, změna skupiny či soutěže
| Velkoněmecká říše (1939 – 1944) |                             |        |    |   |   |   |    |    |     |    |        |
| Sezóny                          | Liga                        | Úroveň | Z  | V | R | P | VG | OG | +/- | B  | Pozice |
| 1939/40                         | Gauliga Sudetenland – sk. 2 | 1      | 8  | 4 | 0 | 4 | 17 | 11 | +6  | 8  | 3.     |
| 1940/41                         | Gauliga Sudetenland – sk. 2 | 1      | 6  | 0 | 1 | 5 | 4  | 21 | -17 | 1  | 4.     |
| 1941/42                         | Gauliga Sudetenland Mitte   | 1      | 10 | 6 | 1 | 3 | 35 | 18 | +17 | 13 | 2.     |
| 1942/43                         | Gauliga Sudetenland Mitte   | 1      | 7  | 4 | 0 | 3 | 31 | 21 | +10 | 8  | 2.     |
| 1943/44                         | Gauliga Sudetenland – sk. 2 | 1      | 8  | 3 | 2 | 3 | 20 | 20 | 0   | 8  | 3.     |